# Elise von Hohenhausen (1789–1857)

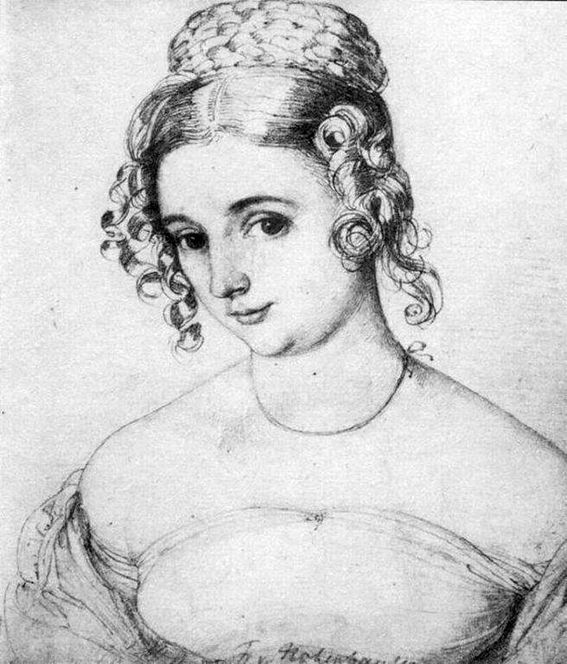
Elise von Hohenhausen, 1822, Zeichnung von Wilhelm Hensel

Elisabeth Philippine Amalie Freifrau von Hohenhausen (* 4. November 1789 in Waldau, heute Kassel; † 2. Dezember 1857 in Frankfurt (Oder)), geborene von Ochs; Pseudonym Hortensia, war eine deutsche Lyrikerin, Erzählerin, Publizistin, Übersetzerin und Salonnière.

## Leben

### Frühe Jahre
Elise von Hohenhausen war die Tochter des kurhessischen Generals Adam Ludwig von Ochs (1759–1823). Sie wuchs in Waldau bei Kassel auf, wo ihr Großvater eine Pfarrstelle innehatte. Von Kind auf interessierte sie sich für die englische Sprache, die sie vorzüglich beherrschte.
Im Oktober 1809 heiratete sie Leopold Freiherrn von Hohenhausen, der zunächst als Beamter in Minden, der Hauptstadt des damaligen Weser-Departements des Königreichs Westphalen tätig und im Mai desselben Jahres zum Unterpräfekten des Distrikts Eschwege im Werra-Departement ernannt worden war.
Literarisch aufgeschlossen und Korrespondent verschiedener wissenschaftlicher Gesellschaften, förderte Leopold von Hohenhausen die literarischen Neigungen seiner Frau. Ihre ersten Gedichte veröffentlichte sie in Cottas Morgenblatt für gebildete Stände, im Eschweger Sonntagsblatt und in der Zeitschrift für die elegante Welt. Elise von Hohenhausen brachte in Eschwege zwei Töchter zur Welt: Sophie Johanna Josephine (1810–1841) und Elise Friedrike Felicitas (1812–1899), die spätere Elise Rüdiger, die vor allem unter dem abgekürzten Namen F. (für „Elise Freiin“) von Hohenhausen ebenfalls schriftstellerisch tätig war.
Nach dem Ende der napoleonischen Herrschaft musste der durch seine Nähe zu Jérôme Bonaparte kompromittierte Leopold von Hohenhausen den Dienst quittieren, konnte aber schon 1815 eine Stelle als Regierungsrat in preußischen Diensten in Minden antreten, wo ihr Sohn Carl (1816–1834) zur Welt kam. Unter Beteiligung des Ehepaars wurde das von ihnen mitgegründete Mindener Sonntagsblatts zu einem wichtigen Periodikum des Vormärz, in dem unter anderen Heine, Grabbe, Hoffmann von Fallersleben und Freiligrath debütierten.
1817 erschien mit den Frühlingsblumen (lyrische Dichtungen, Münster 1817) der erste Gedichtband von Elise von Hohenhausen.

### Berliner Salongeselligkeit
Im Sommer 1820 übersiedelte die Familie nach Berlin, wo Leopold eine bessere Stellung durch Vermittlung des preußischen Staatskanzlers Karl August von Hardenberg zu erlangen suchte. In ihrer Wohnung Unter den Linden Nr. 59 (später in der Krausenstraße 10) lud Elise von Hohenhausen an Dienstagen zu Teegesellschaften ein. Zu ihren Gästen zählten Helmina von Chézy, Fanny Mendelssohn und ihr Ehemann Wilhelm Hensel, Rahel und Karl August Varnhagen von Ense, Friederike und Ludwig Robert, Adelbert von Chamisso und Fürst Pückler sowie Heinrich Heine, dessen Talent Elise früh erkannt und gefördert hat und den sie – mit einem vielfach missverstandenen Wort – als „deutschen Byron“ feierte. Heine las hier erstmals das Friederike Robert gewidmete Gedicht Allnächtlich im Traume vor, dessen Schluss („und lautaufweinend stürz' ich mich zu ihren süßen Füßen“) allgemeines Gelächter erregte. In der Berliner Wohnung ihrer gemeinsamen Freundin Chézy (Jerusalemer Straße 35) fertigte Wilhelm Hensel in Gegenwart von Friedrich von Uechtritz eine Porträtzeichnung von Elise von Hohenhausen für sein Skizzenbuch an.
Mit dem frühen Tod des Staatskanzlers zerschlugen sich die Karrierepläne ihres Mannes. Obwohl sich Elise bemühte, beispielsweise durch Korrespondenz mit General Gneisenau, ihm eine gesicherte Stellung in Berlin zu verschaffen, konnte die Familie in der Preußenhauptstadt nicht Fuß fassen und kehrte 1824 nach Minden zurück.
1834 nahm sich ihr zur Schwermut neigender Sohn Karl, der an der Universität Bonn studierte, mit einem Pistolenschuss das Leben. Elise von Hohenhausen widmete ihm 1837 die Schrift Carl von Hohenhausen, Untergang eines Jünglings von 18 Jahren, die von der pietistischen Evangelischen Kirchen-Zeitung scharf angegriffen wurde. Auch die Tochter Sophie starb 1841 vorzeitig.

### Übersetzerin aus dem Englischen
Einem breiten Lesepublikum wurde Elise von Hohenhausen weniger durch ihre eigenen, von der Jenaischen Allgemeinen Literatur-Zeitung gelobten Gedichten, sondern mit Übersetzungen der Werke von Lord Byron, Walter Scott, Edward Young, Tennyson und Longfellow bekannt. Von ihr stammt die erste, 1853 entstandene, deutsche Übersetzung von Edgar Allan Poes berühmtesten Gedicht Der Rabe.
Als Vermittlerin der durch Napoleons Kontinentalsperre in Deutschland noch wenig bekannten Dichtungen Byrons trat sie 1820 in Erscheinung, als sie an der Anthologie Briefe an eine deutsche Edelfrau über die neuesten englischen Dichter mitwirkte. Ihre Begeisterung übertrug sich auf den jungen Heine, den Elise im Mai 1818 in der Familie seines Onkels Salomon Heine in Hamburg kennengelernt hatte, und dessen Tragödien Almansor und Ratcliff durch Byrons Werk inspiriert wurden.

### Spätwerk und Reisen
Nach der Pensionierung ihres Mannes zog das Paar nach Kassel. Erneut wurde ihre Wohnung in der Wilhelmshöher Allee zum Mittelpunkt einer geistreichen Geselligkeit, in der unter anderen Herman Grimm, Julius Rodenberg und Friedrich Oetker verkehrten. Nach dem Tod ihres Mannes, der am 22. Dezember 1848 einem Schlaganfall erlegen war, erhielt Elise von Hohenhausen eine kleine Pension von weniger als einem Drittel seiner früheren Bezüge.
Von der pietistischen Partei war die um ihren Sohn trauernde Elise von Hohenhausen wegen ihrer Veröffentlichung von dessen Tagebüchern scharf angegriffen worden. Ernst Wilhelm Hengstenberg warf ihr in der Evangelischen Kirchen-Zeitung vor, den Sohn durch die „literarischen Abendunterhaltungen“ mit Gedichten von Heine und Byron, durch Theaterbesuche und vernachlässigte religiöse Unterweisung in den Selbstmord getrieben zu haben. In ihrem Spätwerk zeigte Elise von Hohenhausen jedoch selbst pietistische Anwandlungen, veröffentlichte Trost- und Erbauungsschriften und widmete sich der christlichen Mädchenerziehung.
Mit ihrer literarisch begabten Tochter Elise Friederike, die 1831 den Oberregierungsrat Karl Ferdinand Rüdiger (1800–1862) geheiratet hatte und in Frankfurt an der Oder lebte, unternahm die Witwe mehrere Reisen durch Deutschland. In Bonn traf sie mit Karl Simrock, in Bad Kissingen mit dem Fürsten Pückler, in Berlin mit Karl August Varnhagen zusammen. Im Mai 1852 besuchten Mutter und Tochter den schwer erkrankten Heinrich Heine an seinem „Matratzenlager“ in der Pariser Rue d’Amsterdam Nr. 50. Eine der engsten Freundinnen von Elises Tochter Elise Friederike war die Dichterin Annette von Droste-Hülshoff, durch deren Briefwechsel sich wertvolle Details zum Leben Elises erhalten haben (siehe Abschnitt "Lebenszeugnisse").
Seit 1854 lebte Elise von Hohenhausen bei ihrer Tochter und deren Mann in Frankfurt an der Oder, wo sie am 2. Dezember 1857 verstarb.

## Familie
Sie heiratete am 1. Oktober 1809 Leopold von Hohenhausen (* 16. Mai 1779; † 22. Dezember 1848). Das Paar hatte mehrere Kinder:
- Sophie Johanna Josephine Elise Leopoldine Sylvia Wilhelmine Henriette (* 11. Juli 1811; † 27. Juni 1841) ⚭ Rudolf Friedrich Wilhelm von Düring genannt Oetken (* 18. März 1811; † 13. Januar 1890),[6] Eltern von Helene von Düring-Oetken (1841–1931), Schriftstellerin
- Elise Friederike Felicitas (1812–1899), Schriftstellerin ⚭ 1831 Freiherr Karl von Rüdiger († 1872), preußischer Regierungsrat
- Karl (1816–1834), Student der Universität Bonn

## Ehrungen
- König Frederik VI. von Dänemark verlieh Elise von Hohenhausen für Frühlingsblumen die Große Goldene Preismedaille (1816).

## Schriften

### Literarische Werke
- Frühlingsblumen. Gedichte, Münster 1816
- Minden und seine Umgebungen, das Weserthal und Westphalens Pforte. Minden 1819
- Natur, Kunst und Leben. Erinnerungen, gesammelt auf einer Reise von der Weser zum Rhein und auf einem Ausfluge an die Gestade der Nord- und Ostsee. Hammerich, Altona 1820
- (Mitarbeit:) Frühlingsgaben. Erzählungen. Herausgegeben von Friedrich Raßmann, Basse, Quedlinburg 1824
- Poggezana. Romantisch-historische Erzählung. Danzig 1825
- Novellen. 3 Bde., Verlags-Comptoir, Braunschweig 1828
- Carl von Hohenhausen, Untergang eines Jünglings von 18 Jahren. Zur Beherzigung für Eltern, Erzieher, Religionslehrer und Ärzte, mit einer Biographie. Vieweg, Braunschweig 1836
- Berlin vor mehr als zwanzig Jahren. In: August Lewald (Hrsg.): Das neue Europa. Chronik der gebildeten Welt, Bd. 1 (1846), S. 225–230; 251–253.
- Johann und Cornelius de Witt oder das ewige Edikt. Historisches Trauerspiel in fünf Aufzügen aus der Zeit Ludwig XIV. Hotop, Kassel 1847
- Rousseau, Goethe und Byron. Ein kritisch-literarischer Umriss aus ethisch-christlichem Standpunkt. Hotop, Kassel 1847
- Die Marquesasinsel. Eine Weihnachtsgabe. Heyse, Bremen 1853
- Die Jungfrau und ihre Zukunft in unserer Zeit, oder mütterlicher Rath einer Pensionsvorsteherin an ihre scheidenden Zöglinge über ihren Eintritt in die Welt, Zeitanwendung, Tageseintheilung, Lebensklugheit, Anstand [...] nebst einer hierauf bezüglichen Beispielsammlung, enthaltend: Mädchenschicksale, nach dem Leben gezeichnet. Voigt, Weimar 1854
- Lies mich in Deinen Leiden und ich werde Dich trösten. Ein Lebens- und Beruhigungsbuch in schweren Tagen. Voigt, Weimar 1855
- Das Geheimnis des Glücks oder der Schlüssel zum Heil. In Erzählungen und Noveletten, welche die Fehler der Jugend bekämpfen, nach einem Original der Gräfin Drohojkowska selbständig erarbeitet. Voigt, Weimar 1855
- Der Engel des Morgens. Der Stern des Abends. Die Dämonen der Nacht. Drei Historische Erzählungen, frei nach dem Französischen des Alfred von Driou. Voigt, Weimar 1857

### Übersetzungen
- von Lord Byron:
  - Der Corsar, eine Sage in teutsche Dichtung übertragen. Hammerich, Altona 1820
  - (mit Friedrich Gottlob August Schumann:) Cain, ein Mysterium, Dantes Prophezeiung. Schumann, Zwickau 1825
  - Poesien. Schumann, Zwickau 1827
- von Walter Scott:
  - Ivanhoe. Ein Roman. 2 Bde., Schumann, Zwickau 1822
  - Kenilworth. Ein Roman. 4 Bde., Schumann, Zwickau 1823
  - St. Ronan's Brunnen. Ein Roman. 4 Bde., Schumann, Zwickau 1825
  - (mit Willibald Alexis und Wilhelm von Lüdemann:) Historische und romantische Balladen der schottischen Gränzlande. Schumann, Zwickau 1826
- (Mitarbeit:) Briefe an eine deutsche Edelfrau, über die neuesten englischen Dichter. Mit übersetzten Auszügen vorzüglicher Stellen aus ihren Gedichten und mit den Bildnissen der berühmtesten jetzt lebenden Dichter Englands. Hrsg. v. Friedrich Johann Jacobsen. Hammerich, Altona 1820
- Henry W. Longfellow: Die goldene Legende. Friedrich, Leipzig 1856
- Edward Young: Nachtgedanken. Hotop, Kassel 1844

### Lebenszeugnisse
- F. von Hohenhausen: Frankreich. Der kranke Dichter in Paris. In: Magazin für die Literatur des Auslandes Nr. 34, 19. März 1853, S. 134 ff. (Web-Ressource); vgl. Heinrich Hubert Houben (Hrsg.): Gespräche mit Heine. Erstausgabe Rütten und Loening, Frankfurt am Main 1926; 2. Aufl., Potsdam 1948 (eingeschränkte Vorschau in der google-Buchsuche).
- „Mein lieb lieb Lies!“ Die Briefe der Annette von Droste-Hülshoff an Elise Rüdiger. Nach den Handschriften hrsg. und mit einem Nachwort v. Ursula Naumann, Frankfurt a. M. [u. a.] : Ullstein 1992 (Die Frau in der Literatur 30269), ISBN 3-548-30269-6

### Auswahl
- Lesebuch Elise von Hohenhausen. Zusammengestellt und mit einem Nachwort von Klaus Gruhn. Bielefeld: Aisthesis 2019 (Nylands Kleine Westfälische Bibliothek 84). ISBN 978-3-8498-1291-1